# Elias Bierdel

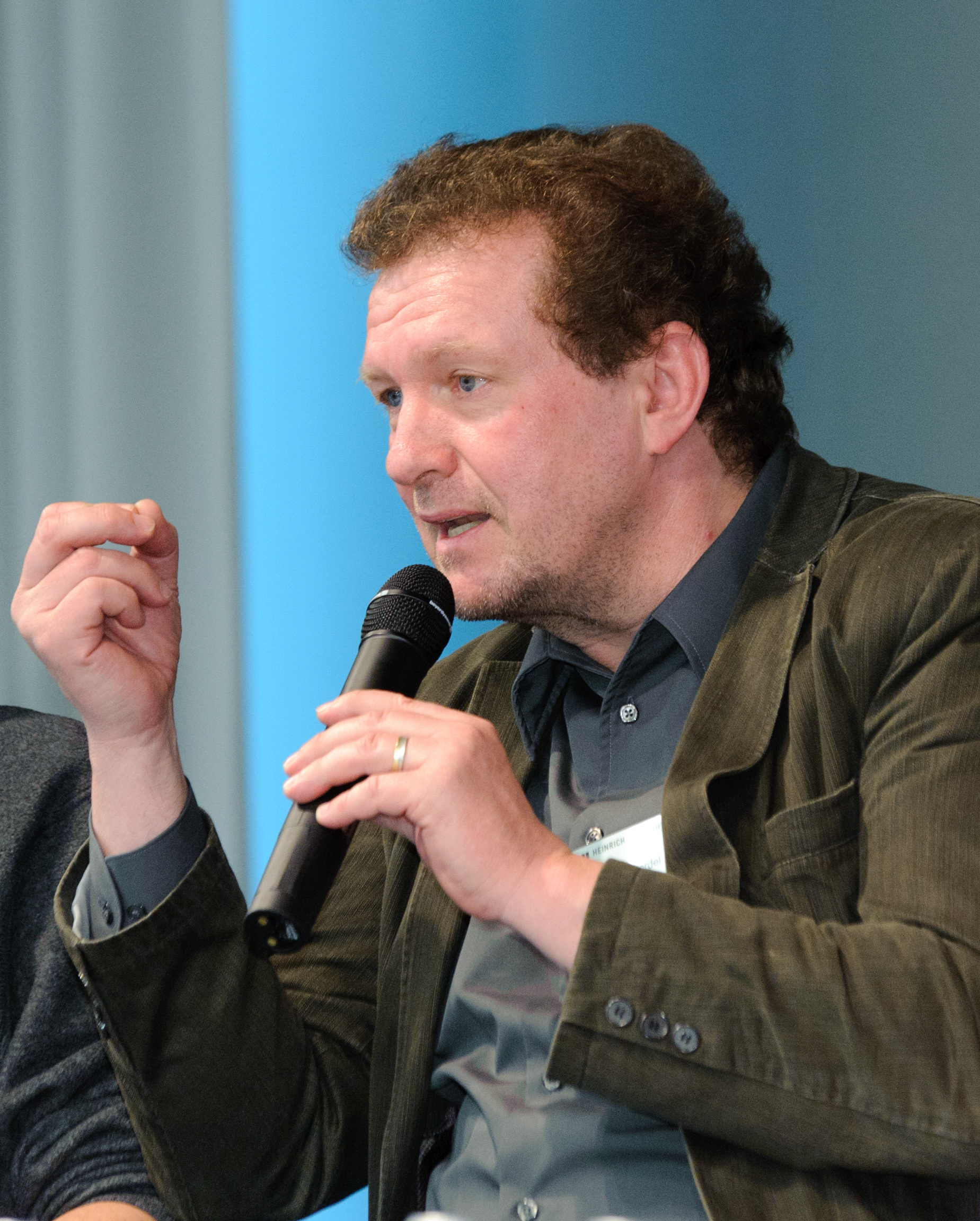
Elias Bierdel (2011)

Elias Bierdel (* 14. November 1960 in Berlin) ist ein deutscher Journalist. Er arbeitet seit 2010 am Österreichischen Studienzentrum für Frieden und Konfliktlösung. Er war von 2002 bis 2004 Leiter und Vorsitzender der Hilfsorganisation Cap Anamur / Deutsche Not-Ärzte.

## Leben
Nach dem Abitur im Jahre 1979 studierte Bierdel von 1980 bis 1983 Wirtschafts- und Sozialwissenschaften. Anschließend arbeitete er als Volontär bei der Westdeutschen Allgemeinen Zeitung. 1985 wurde er Redakteur bei der Westfälischen Rundschau. Von 1986 bis 1993 betätigte er sich als Freier Journalist in Rundfunk und Fernsehen. 1994 wechselte er als Redakteur zum Deutschlandfunk.
Während seiner Tätigkeit als Hörfunk-Korrespondent im ARD-Studio Südosteuropa in Wien berichtete er besonders ausgiebig aus dem Kosovo. Er war einer der letzten Journalisten, die das Land verließen, als die NATO mit Luftangriffen in den Kosovo-Krieg eingriff. Dort machte er auch Bekanntschaft mit der Hilfsorganisation Cap Anamur. 2002 wurde er Projektmitarbeiter für Cap Anamur in Afghanistan. Im Dezember 2002 wurde er in den Vorstand der Organisation gewählt.
Am 12. Juli 2004 geriet er in die Schlagzeilen, als er von den italienischen Behörden festgenommen wurde, nachdem er mit dem Hilfsschiff Cap Anamur 37 afrikanische Flüchtlinge in Porto Empedocle auf Sizilien an Land gebracht hatte, die von der Hilfsorganisation aus Seenot gerettet worden waren. Die italienischen Behörden hatten die Anlandung zunächst genehmigt, dann die Erlaubnis jedoch wieder zurückgezogen. Daraufhin drohten mehrere afrikanische Flüchtlinge an Bord mit Selbstmord und zwangen den Kapitän des Schiffes so zur Erklärung einer Notlage und zur ultimativen Aufforderung an die italienischen Behörden, die Hafeneinfahrt zu genehmigen. Dies wurde am Folgetag zugesagt; nach der Anlandung aber wurden alle 37 Geretteten festgesetzt, Bierdel, der Kapitän Stefan Schmidt und der erste Offizier Vladimir Daschkewitsch wegen „Schlepperei“ inhaftiert und das Schiff als „Tatwerkzeug“ beschlagnahmt. In der Folge wurde gegen die Verhafteten wegen „Beihilfe zu illegaler Einreise“ ermittelt, sie kamen jedoch – begleitet von zahlreichen Sympathiekundgebungen in ganz Italien – am 16. Juli 2004 wieder frei. Infolge dieser Ereignisse wurde Bierdel auf seinem Posten als Vorsitzender des Komitees Cap Anamur allerdings nicht wiedergewählt und sein Verhalten und das seiner Crew auch vom ehemaligen Vorsitzenden der Organisation, Rupert Neudeck, kritisiert. Im November 2006 wurde in Agrigent auf Sizilien der Prozess gegen Elias Bierdel und seine zwei Mitangeklagten eröffnet. Am 7. Oktober 2009 wurden Bierdel und seine beiden Mitangeklagten von einem Gericht im sizilianischen Agrigent freigesprochen, weil ein Schiffsführer, der auf hoher See Emigranten aus Gefahr rettet, internationalen Seerechtsverpflichtungen der Seerettung nachkommt und dies nach nationalem Recht nicht strafbar sein kann.  Die Staatsanwaltschaft hatte vier Jahre Haft und eine Geldstrafe in Höhe von 400.000 Euro gefordert.
Über die Ereignisse, die zu der Verhaftung führten, schrieb Elias Bierdel das Buch Ende einer Rettungsfahrt (Verlag Ralf Liebe, September 2006). In diesem Buch schildert er seine Sicht der Hergänge und die ganze Geschichte des Schiffs Cap Anamur – vom Umbau im Lübecker Hafen bis zur Beschlagnahme durch den italienischen Staat. Zugleich thematisiert er die Flüchtlingsproblematik auf hoher See.
Seit 2007 ist Bierdel Gründungsmitglied und Vorstand der Organisation borderline-europe – Menschenrechte ohne Grenzen e. v., die die zahlreichen Flüchtlingsdramen an den EU-Außengrenzen dokumentieren soll. Von März 2010 bis Juli 2013 arbeitete er am Österreichischen Studienzentrum für Frieden und Konfliktlösung (ASPR), bei dem er unter anderem für die Ausbildung ziviler Friedenshelfer für UN-Einsätze verantwortlich war.
Bierdel lebt heute als Autor und Journalist im Burgenland in Österreich, ist geschieden und Vater zweier Töchter. Er hält Vorträge über seine Erfahrungen während seiner Zeit bei Cap Anamur. Seine private Leidenschaft ist das Musizieren. Er spielt Klavier und komponiert Chansons mit deutschen Texten.

## Auszeichnungen
- 2007 Georg-Elser-Preis der Georg-Elser-Initiative Berlin für sein Engagement für Flüchtlingsrechte im Rahmen der von ihm mitbegründeten Organisation Borderline-Europe.[6]
- 2009 Ute-Bock-Preis für Zivilcourage
- 2010 Blue Planet Award der ethecon Stiftung Ethik & Ökonomie in Berlin[7]
- 2012 Aachener Friedenspreis: Preisträger 2012 Alejandro Cerezo Contreras und Borderline Europe e. V.

## Publikationen
- Ende einer Rettungsfahrt. Das Flüchtlingsdrama der Cap Anamur. Verlag Ralf Liebe, Weilerswist 2006, ISBN 3-935221-65-7.
- Fucking Greece: Wem nützt die „Griechenland-Krise“? Verlag Ralf Liebe, Weilerswist 2015, ISBN 978-3-944566-40-5.
- Alessandra Sciurba: Gesetzlose Zone. Der Fall Cap Anamur – ein antirassistisches Tagebuch. Aus: Analyse & kritik. Nr. 489 / 19. November 2004.
- Frank Drieschner: Retter in Not. Kommentar. In: Die Zeit, Nr. 42/2004; zum Führungswechsel und der Bedeutung öffentlicher Aufmerksamkeit.